# Rising High Records
Rising High Records war ein britisches Musiklabel. Es wurde im Februar 1991 von Caspar Pound in London gegründet. Es hatte Schwesterlabels wie Ascension Records (für Tanzmusik) und Rising High USA (in den Vereinigten Staaten). Der erste Song den das Label veröffentlichte, Rainbows in the Sky, wurde sofort zum Hit. Die Firma existiert nicht mehr, aber die Labels gehören jetzt Caspars Tochter Sapho. Die Musik wurde im Laufe des Jahres 2015 digital neu aufgelegt, einige geremastert.